# Оттвайлер
Оттвайлер (нім. Ottweiler) — місто в Німеччині, знаходиться в землі Саар. Входить до складу району Нойнкірхен.
Площа — 45,51 км2. Населення становить 14 395 ос. (станом на 31 грудня 2021).